# 香港特別行政区律政司司長
律政司司長(りつせいししちょう、Secretary of Justice)は、香港政府の司法行政を統括する役職である。日本語では「司法長官」と訳されることが多い。司法行政を担う官庁である律政司を率いると同時に、行政長官の法律顧問としての役割も持つ。香港政府における序列は第4位である。他の司長と異なり、政策決定を行う局を指導する立場にはない。返還前の呼称は、律政司(Attorney General)であった。

## 歴代律政司司長および返還前の律政司
職務の性格上、歴代の律政司司長は弁護士が充てられている。
- 梁愛詩 (Elsie Leung Oi-sie，1997年7月1日-2005年10月20日）：民建連の創設メンバー。現在は、全国人民代表大会常務委員会香港特別行政区基本法委員会副主任。
- 黄仁龍 (Wong Yan-lung，2005年10月20日-2012年6月30日）：曽蔭権行政長官が任命。
- 袁國強 (Rimsky Yuen Kwok-keung，2012年7月1日-2018年1月6日）：資深大律師
- 鄭若驊 (Teresa Cheng Yeuk-wah，2018年1月6日-）：資深大律師

### 返還前(律政司)
香港の中国への返還前の律政司は全員がイギリス人であった。華人が任命されることはなかった。
- Paul Ivy Sterling (1844-1855)
- Thomas Chisholm Anstey (1855-1859)
- William Henry Adams (1859-1860)
- John Jackson Smale (1860-1866)
- Julian Pauncefote (1866-1874)
- John Bramston (1874-1876)
- George Phillippo (1876-1879)
- Edward Loughlin O'Malley (1880-1889)
- W. Meigh Goodman (1890-1902)
- Sir Henry Spencer Berkeley (1902-1906)
- William Rees-Davies (1907-1912)
- J. A. S. Bucknill (1912-1914)
- Sir Joseph H. Kemp (1914-1930)
- C. Grenville Alabaster (1930-1941)
- G. E. Strickland (acting) (1946)
- John Bowes Griffin (Dec 1946-1951)
- Arthur Ridehalgh (1952-1961)
- Maurice Heenan (1962-1966)
- Denys Tudor Emil Roberts (羅弼時) (1966-1973)
- John Williams Dixon Hobley (1973-1979)
- John Calvert Griffiths (1979-1983)
- Michael David Thomas (唐明治) (1983-1988)
- Jeremy Fell Mathews (馬富善) (1988 - June 30, 1997)